# Öster-Knuttjärnen
Öster-Knuttjärnen är en sjö i Strömsunds kommun i Ångermanland och ingår i Ångermanälvens huvudavrinningsområde.